# کمال‌الدین بهزاد
کمال‌الدّینْ بهزادِ هِرَوی (میان ۸۵۵ تا ۸۶۵ ه‍.ق – ۹۴۲ ه‍.ق) نامدار به استاد کمال‌الدین بهزاد، استاد بهزاد و استاد نقاش، نقاش ایرانی سده‌های نهم و دهم هجری بود. وی در دربار پادشاهان تیموری و صفوی صاحب منصب بود و بابت نوآفرینی در نقاشی ایرانی شناخته شده‌است.
بهزاد در آغاز به‌عنوان شاگرد و زیردست روح‌الله میرک نقی‌زاده مشغول به کار بود. او به‌سرعت معروف شد و با حمایت‌های علی‌شیر نوایی، فرصت‌های هنری بزرگی را به‌دست آورد چنان‌که به خدمت سلطان حسین بایقرا، از سلاطین تیموری درآمد. شرح زندگی بهزاد پس از مرگ سلطان حسین بایقرا به‌درستی معلوم نیست. آنچه از شواهد بر می‌آید آن است که بعد از برافتادن تیموریان، بهزاد همچنان در هرات باقی ماند و به نوشتهٔ بابُر تحت حمایت محمد شیبانی قرار گرفت. احتمالاً بهزاد یازده سال پس از مرگ محمد شیبانی نیز در هرات زندگی کرده‌است. تاریخ و شرایط حرکت بهزاد به تبریز نامعلوم است. بهزاد در تبریز همچنان از حمایت سلطنتی برخوردار بود و به‌عنوان مدیر کتابخانهٔ سلطنتی منصوب شد. او این مقام را تا زمان مرگش حفظ کرد. فعالیت‌های بهزاد در تبریز و دربار صفوی بسیار کم بود. بهزاد به سال ۹۴۲ ه‍.ق در خدمت شاه تهماسب درگذشت و در تبریز در کنار کمال خجندی به خاک سپرده شد.
اعتبار بهزاد در درجهٔ نخست، نتیجهٔ آرمان‌گرایی او در آثارش، و سپس شخصیت فردی و همکاری مستمرش با حاکمان بزرگ روزگار خویش بود. اما برخی معتقدند که شخصیت بهزاد به بزرگی شهرتش نبوده و رابطهٔ او با علی‌شیر و جامی سبب افزودن ناروای شهرت او شده‌است. از سوی دیگر، بابر و حیدر میرزا جایگاه والای بهزاد در میان هم‌روزگارانش را تأیید کرده‌اند. ویژگی‌های دقت در الگو، خوشنویسی و طراحی میراث مهم سبک بهزاد است. توجه بهزاد به دنیای واقعی پیرامونش او را از نگارگران پیش از خود متمایز می‌کند. ترکیب‌بندی‌های بهزاد در روزگار خود او نیز از سوی دیگران تقلید شد. بهزاد در رنگ‌شناسیِ نگارگری ایرانی تحول ایجاد کرد. در آثار او رنگ و فرم جدایی‌ ناپذیرند. در کنار این‌ها، بهزاد پیام معنوی داستان‌ها را در اثر توصیف رویدادهای عادی از بین نمی‌برد و در تلفیق این‌دو می‌کوشد. نگرش انسان‌گرایانهٔ او با چگونگی بهره‌گیری از رنگ، خط و ساختار آثارش در هماهنگی کامل هستند، انسان‌گرایی‌ای که در تاریخ نقاشی ایران سابقه ندارد. او افزون بر تربیت شاگردان برجسته، با دید و سبک خویش بر دربار صفوی در تبریز اثری شگرف گذاشت. با وجود نوآوری‌های بهزاد در فرم، او نه‌تنها هیچ‌گاه از جریان اصیل و سنتی نقاشی ایران خارج نشد، بلکه دید درستی را که میراثی یگانه بود نگاه داشت که همان قرارگیری رنگ‌های تخت در کنار یکدیگر است به شکلی بسیار پیشرفته‌تر از آن‌چه در میناکاری ایرانی و ویترای در غرب انجام شده‌بود.
در هیچ‌یک از آثار منتسب به بهزاد امضایی مطمئن از او وجود ندارد، ازاین‌رو تشخیص و تمییزِ دیگر آثار واقعی بهزاد با توجه به سبک اثر انجام می‌شود. از میان آثار بسیاری که به بهزاد نسبت داده‌اند، به‌باور عموم کارشناسان تنها سی و دو نگاره اثر واقعی بهزاد هستند که البته تنها نشان‌دهندهٔ ده سال از دوران طولانی فعالیت هنری بهزاد است. در طول سدهٔ دهم هجری، مجموعه‌داران مشتاق بودند که نقاشی‌های بهزاد را در مرقع‌ها یا مجموعه‌های خود قرار دهند.

## زمینهٔ تاریخی

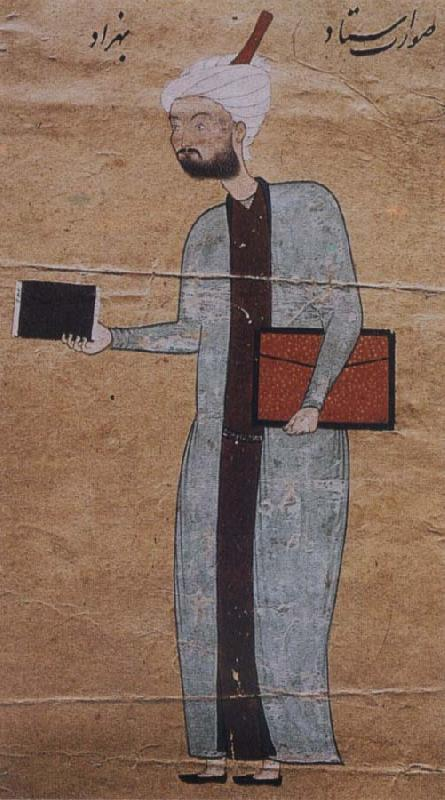
نگاره «صورت استاد بهزاد» که توسط شاگردانش کشیده شده است.

به‌گفتهٔ رومر، عصر تیموریان و به‌ویژه دوران حکومت شاهرخ تیموری در سدهٔ نهم هجری، دورهٔ رشد و پیشرفت در زمینه‌های گوناگون بود. به‌رغم کشمکش‌های مداوم و خونین بر سر جانشینی تیمور، شاهرخ توانست قلمرو روزگار تیمور را نگاه دارد، هرچند که موفق به حفظ همهٔ قلمرو تیمور نشد. حکومت شاهرخ در طول چهار دهه، ایران را از هرج‌ومرج احتمالی پس از مرگ تیمور رهانید و پیشرفت‌هایی اقتصادی و فرهنگی در پی داشت؛ البته نباید از نظر دور داشت که همهٔ این پیشرفت‌ها مستقیماً از آنِ شخص شاهرخ نبود و او با وجود برجستگی برخی ابعاد شخصیتی، در سیاست چندان مهارتی نداشت و وجود شخصیت‌هایی مانند گوهرشاد در دربار شاهرخ بود که سبب سامان امور دولت و رفاه بخش بزرگی از مردم شد.
در دورهٔ شاهرخ روابط ایران با دیگر کشورها مانند چین، مصر و هند احیا یا برقرار شد. پیشرفت‌ها در زمینهٔ فرهنگی به‌ویژه در زمینهٔ هنر و نیز پژوهش‌های فکری مانند نقاشی، خوشنویسی، معماری، موسیقی، تاریخ‌نگاری، فقه و کلام اسلامی چشمگیر بود. این پیشرفت‌ها هم از جانب شاهرخ و هم از سوی خانوادهٔ او و کسان برجستهٔ حکومت پشتیبانی می‌شد. علاقهٔ بایسنقرمیرزا به خوشنویسی و نگارگری و پشتیبانی اسکندر بن عمرشیخ از هنر در شیراز یا حمایت او از غیاث‌الدین جمشید کاشانی شایان توجه است. در زمینهٔ شعر و ادب پارسی، سرایندگانی چون قاسم انوار و شاه نعمت‌الله ولی ظهور کردند و ادبیات ترکی نیز شکوفا شد. در روزگار سلطنت سی و هفت سالهٔ سلطان حسین بایقرا، به‌رغم محدود شدن قلمرو امپراتوری، صلح و آرامش نسبی در حکومت تیموری برقرار شد. به‌گزارش بابُر، این دوره زمان شکوفایی شخصیت‌هایی نامدار در خراسان بود چرا که سلطان حسین با وجود وجههٔ جنگاوری‌اش، شخصی فرهنگ‌دوست و پشتیبان نامی هنر بود.

### هنر و نقاشی ایرانی در روزگار تیموری و صفوی

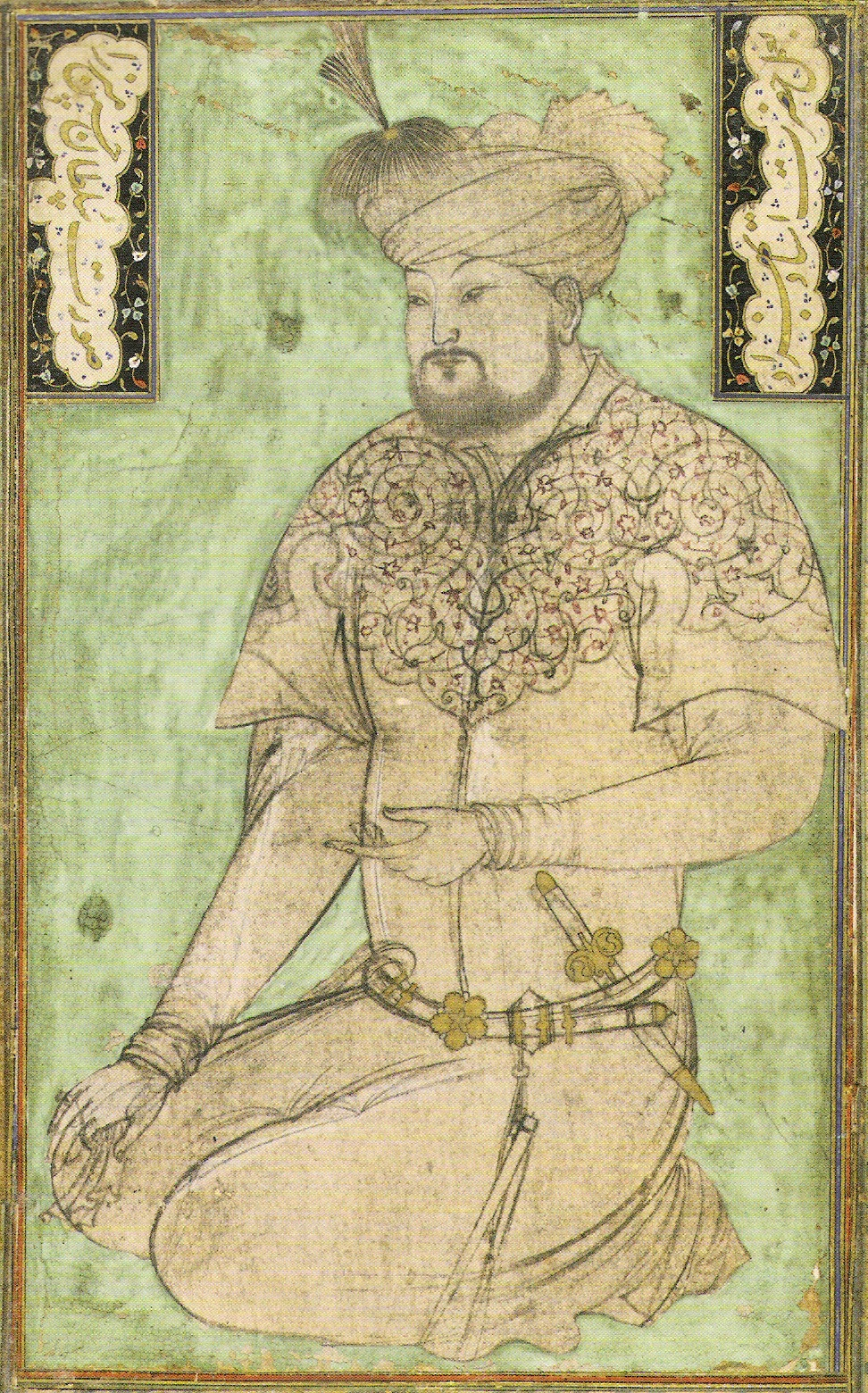
نگارهٔ سلطان حسین بایقرا اثر کمال‌الدین بهزاد

برقراری پیوند بین نگارگر ایرانی و ادب پارسی، حکمت کهن ایرانی و عرفان اسلامی از مهم‌ترین ویژگی‌های نگارگری ایرانی بود. نگارگر یا خود در سلک صوفیان و عرفا بود یا از راه انس با شعر و ادب پارسی، اندیشه‌ای چنین داشت. بدین ترتیب، نگارگر ایرانی به پیروی از عوالم معقول، محسوس و مثالیِ عرفان اسلامی، نه به‌دنبال بازنمایی طبیعت، بلکه در پی نمایش اصل، باطن و جوهر صورت‌های طبیعی و مادی بود. ازاین‌رو، زمان و مکانِ مشخص، کمّیّت‌های فیزیکی و قوانین جهان ماده هیچ‌یک کاربردی نداشتند و عناصر تصویری بیش از آنکه تقلید از طبیعت باشند، کهن‌الگو بودند. درون‌مایه‌ای که نگارگر به آن می‌پرداخت، از اساطیر و تاریخ کهن سرچشمه می‌گرفت و نمایانگر خاطرهٔ قومی، آرمان معنوی و روح فرهنگیِ جاری در ادب پارسی بود، به‌گونه‌ای‌که صُوَر خیالِ شعر فارسی و نگارگری ایرانی در هماهنگی کامل بودند.
دورهٔ شکوفایی نگارگری ایرانی، آغازی بر فرایند زدودن تأثیرات بیگانه و پالایش مکتب‌های نقاشی ایرانی بود. این دوران از سدهٔ هفتم تا یازدهم هجری یعنی از روزگار سلطهٔ مغولان بر ایران تا حکومت جلایری، عصر تیموری و سپس تا سال‌های اوج قدرت صفوی جریان داشت. با پشتیبانی پادشاهان و امیران و با برپایی کارگاه‌های درباری، نقاشان این دوران به تصویرسازی آثار شعر و ادب پارسی پرداختند. در حکومت آل جلایر و پیش از ظهور تیمور، سبک نقاشی ایرانی در غرب ایران تا بغداد نفوذ کرده بود؛ نسخهٔ دیوان خواجوی کرمانی در بغداد نمونهٔ این نفوذ و گسترش است. آثار به‌جامانده از روزگار جلایریان، نشان‌دهندهٔ پشتیبانی حاکمان این سلسله از نقاشی ایرانی و تحولات آن است. به‌گفتهٔ لورنس بینیون و دیگران، عصر شاهرخ تیموری از درخشان‌ترین دوره‌های تاریخ ایران به‌شمار می‌رود که این موضوع در کتاب‌های نفیس و بی‌مانندِ این دوران به‌خوبی معلوم است. در این دوره هرات کانون بی‌رقیب نگارگری ایرانی بود. به‌گفتهٔ دولتشاه سمرقندی، در این دوره بایسنقرمیرزا، پنجمین پسر شاهرخ، در جایگاه وزارت پدرش در هرات این شهر را به کانون سرایندگان، تاریخ‌نگاران و دانشمندان بدل کرد. روابط نزدیک و بی‌سابقهٔ میان ایران و چین در دورهٔ شاهرخ، سبب نفوذ نقاشی چینی به هنر ایرانی شد. شاهرخ و فرزندش بایسنقرمیرزا با گردآوری دستاوردهای نگارگران شیراز، بغداد و تبریز و به‌گمان برخی تحت تأثیرات نقاشی چینی، سبکی از نقاشی ایرانی را در هرات پی ریختند که به نام مکتب هرات شناخته می‌شود. این سبک را هنرمندانی مانند مولانا خلیل و غیاث‌الدین نمایندگی می‌کردند و هنر اینان از طریق استاد منصور و روح‌الله میرک به کمال‌الدین بهزاد رسید. پیشرفت مکتب هرات در روش‌های مرسوم فضاسازی، طراحی و ترکیب‌بندی، رنگ‌شناسیِ رنگ‌های پاک و درخشان، و استفاده از نقوش تزیینیِ گوناگون چشمگیر بود. یکی از نتیجه‌های این پیشرفت‌ها تکمیل الگوی پیشنهادی جُنِید برای نمایش دوبعدیِ معماری، و جداسازی اندرونی و بیرونی بود. شاهنامهٔ بایسنقری از شاهکارهای این مکتب است. از سوی دیگر، هرچند که مکتب شیراز به‌خاطر مصون‌ماندن از یورش مغول و در نتیجهٔ کوچ بسیاری از هنرمندان شرق ایران به شیراز تا مدت‌ها از نفوذ هنر چینی در امان ماند، اما در تبریز — که پایتخت ایلخانان مغول بود — هنری التقاطی از عناصر چینی، بیزانسی و ایرانی به‌وجود آمد. هنر شرق آسیا بر نگارگری ایرانی تأثیر مهمی گذاشت که با به‌ارمغان‌آوردن نگاه شاعرانه به طبیعت برای هنر ایرانی، درک مفهوم فضای معنوی را برای نقاش ایرانی هموار کرد. بدین ترتیب، مکتب‌های شیراز و هرات در روزگار تیموری و تبریزِ روزگار صفوی، آوردگاه تحول نظام زیبایی‌شناختیِ ویژه‌ای در نقاشی کهن ایرانی شدند. در این روزگار با آنکه رویکرد به واقع‌گرایی، دگرگونی اندیشه و بینش ایرانی و سستی پیوند شعر و نقاشی دیده می‌شود، اما روش هنری دچار دگرگونی بنیادین نشد، چنان‌که انسان‌گرایی بهزاد و دیگر نقاشان، سبب گرایش آنان به طبیعت‌گرایی نشد.
در آغاز حکومت شاه اسماعیل اول که تبریز پایتخت صفوی شد، آثاری آفریده شد که واپسین عناصر سبک ترکمانان تبریز را نشان می‌دهند. بخشی از این آثار، نگاره‌هایی مربوط به نسخه‌ای از خمسهٔ نظامی و بخشی دیگر از آنِ نسخه‌ای از شاهنامه است. در هیچ‌یک از این آثار، ویژگی‌های سبک بهزاد دیده نمی‌شود. نسخه‌های نگارگری‌شدهٔ دیگرِ این روزگار، با آثار کارگاه تبریز متفاوت‌اند و بیشتر در هرات و با خوشنویسی سلطان محمد نور آفریده شده‌اند. یکی از این آثارِ ممتاز، ظفرنامهٔ تیموری است که بهزاد تصویرگری‌اش را به‌عهده داشته‌است. با اینکه در اجرای این نقاشی‌ها کاستی دیده نمی‌شود، اما در انتساب آن‌ها به بهزاد تردید وجود دارد. بنا بر پژوهش‌های عبادالله بهاری، کانون اصلی نگارگری و کتاب‌سازی صفوی در پایان حکومت اسماعیل اول و آغاز سلطنت شاه طهماسب اول هرات بوده‌است. در آن روزگار بهزاد هنوز در هرات بود و مسئولیت ادارهٔ کارگاه را بر عهده داشت. آثاری مانند نسخهٔ ظفرنامهٔ یادشده و خمسهٔ نظامی، با نظارت او و همکاری شاگردانی مانند شیخ‌زاده و قاسم‌علی آفریده شده‌اند. با تسخیر هرات به‌دست عبیدالله خان ازبک، بهزاد و شماری از شاگردان به تبریز کوچیدند و کسانی چون شیخ‌زاده و میرعلی خوشنویس همراه با عبیدالله خان به بخارا رفتند. به باور بهاری، محتمل است که شاهنامهٔ طهماسبی در کارگاه‌های هرات و تبریز و بیشتر با نظارت بهزاد آفریده شده باشد، اگرچه چند نگاره از آن نسخه را می‌توان از آنِ بهزاد دانست. آنچه مسلم است آفرینندهٔ این نسخهٔ نفیس، برجسته‌ترین نقاشان آن روزگار بوده‌اند که برخی شاگرد بهزاد و برخی دیگر متأثران از او بوده‌اند. بدین ترتیب با پیوند و درآمیختن مکتب‌های هرات و تبریز، سبکی اصیل و کامل زاده شد که نگارگری دیوان حافظ، شاهنامهٔ طهماسبی و خمسهٔ طهماسبی از شاهکارهای آن‌اند.

## زندگی

### در هرات

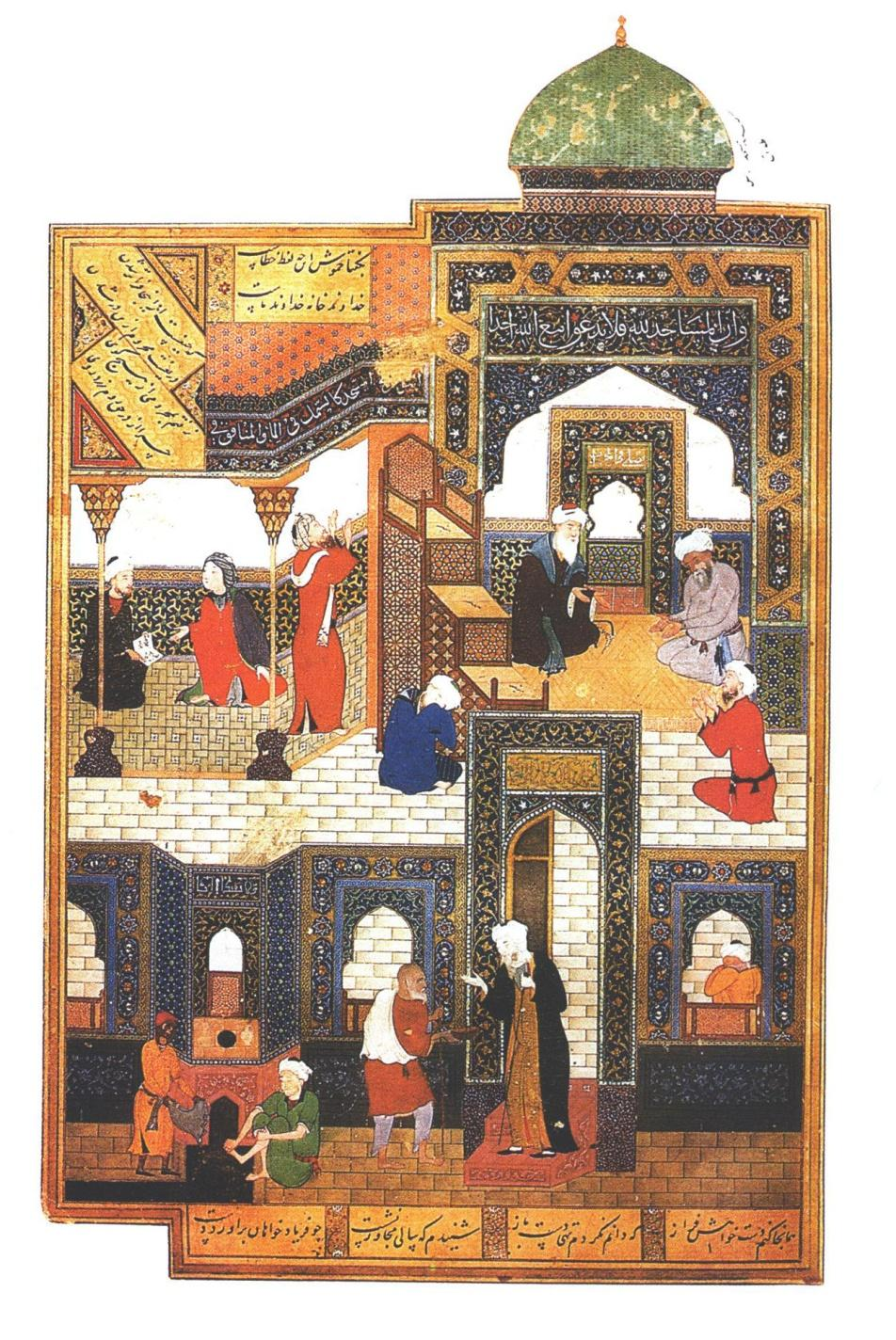
نگارهٔ گدا بر در مسجد اثر کمال‌الدین بهزاد

هیچ نویسنده‌ای شرح‌حال منسجمی از بهزاد به‌دست نمی‌دهد، اما می‌توان برخی از حقایق مربوط به زندگی‌اش را از منابع مختلف استخراج کرد. بر پایهٔ کارهای موجودِ بهزاد، سال تولدش را می‌توان در میان دههٔ ۸۵۵ تا ۸۶۵ ه‍.ق تخمین زد. نویسندگان مرتبط با هرات مانند خواندمیر، بابر، و میرزا حیدر دوغلات تأکید می‌ورزند که بهزاد ابتدا برای علی‌شیر نوایی و سپس سلطان حسین بایقرا کار می‌کرد. بهزاد به‌سرعت معروف شد و با حمایت‌های نخستین پشتیبانش، علی‌شیر نوایی، فرصت‌های هنری بزرگی را به دست آورد. وی اندکی پیش از ۸۹۳ ه‍.ق به خدمت سلطان حسین بایقرای تیموری درآمد که دربارش در هرات محل گردآمدن نخبگان اهل ذوق و استعداد بود و نوایی و جامی و خواندمیر در رأس آن‌ها بودند. در بیشتر منابع معتبر، بهزاد به‌عنوان شاگرد و زیردست روح‌الله میرک نقی‌زاده مشغول به کار بود که ابتدا کارگاه میرعلی‌شیر و سپس سلطان حسین را مدیریت می‌کرد. دوست‌محمد و قاضی احمد جزئیات بیشتری در مورد بهزاد و میرک ارائه می‌دهند. قاضی احمد بر روابط شخصی نزدیک بین این دو تأکید می‌کند و می‌گوید پس از اینکه بهزاد در جوانی یتیم شد، ازسوی میرک تربیت شد و آموزش دید. دوست‌محمد می‌افزاید که نام کامل میرک، امیر روح‌الله بود و اینکه متعلق به خانواده‌ای از سادات معروف به «کمانگران» است، اگرچه میرک خود به‌عنوان یک خوشنویس مشهور است. هیچ نویسنده‌ای به این نتیجه نرسیده که بهزاد و میرک نسبت خانوادگی داشته‌اند و اشاره‌ای به نحوهٔ آشنایی دو نفر نیز نکرده‌است. بهزاد ظریف‌کاری و تذهیب را مستقیماً از میرک آموخت، و قلمزنی ظریف و بیانگری عمیق را از کارهای مولانا ولی‌الله. مصطفی عالی، مورخ نه‌چندان معتبر عثمانی، پیر سید احمد تبریزی را نیز استاد بهزاد می‌داند. جهانگیرشاه گورکانی نیز در تاریخ جهانگیری خلیل احمد را نام می‌برد و می‌نویسد که بهزاد سبک او را ادامه داده است. بهزاد از حوالی بیست سالگی‌اش به حدی از توانایی رسیده بود که به عنوان نقاشی بااستعداد شناخته شود. او از ابتدا نقاش فعالی بود، اما تا پیش از ۸۹۰ ه‍.ق نمی‌توان هیچ اثری را از او دانست. در دوره‌ای هشت ساله (میان ۸۸۶–۸۹۳ ه‍.ق) بهزاد به پرورش شیوهٔ خویش پرداخت و در دورهٔ دوازده سالهٔ بعدی (میان ۸۹۴–۹۱۶ ه‍.ق) بهترین کارهای خود را آفرید. او ظاهراً دست‌کم دو خواهر و برادر داشته‌است، زیرا گفته می‌شود که فرزندانشان شاگردانش بوده‌اند. دورهٔ زندگی بهزاد پس از مرگ سلطان حسین بایقرا در سال ۹۱۱ ه‍.ق به‌درستی معلوم نیست. بعد از برافتادن سلسلهٔ تیموریان به دست محمدخان شیبانی در ۹۱۲ ه‍.ق، بهزاد همچنان در هرات باقی ماند. بابر می‌نویسد که بهزاد تحت حمایت محمد شیبانی قرار گرفته‌است. به‌گفتهٔ بابر، محمدخان شیبانی با گستاخی، نگارگری‌های بهزاد را اصلاح می‌کرد. به‌گفتهٔ باسیل گری، احتمالاً بهزاد یازده سال پس از مرگ محمد شیبانی نیز در هرات زندگی کرده‌است.

### سفر به تبریز

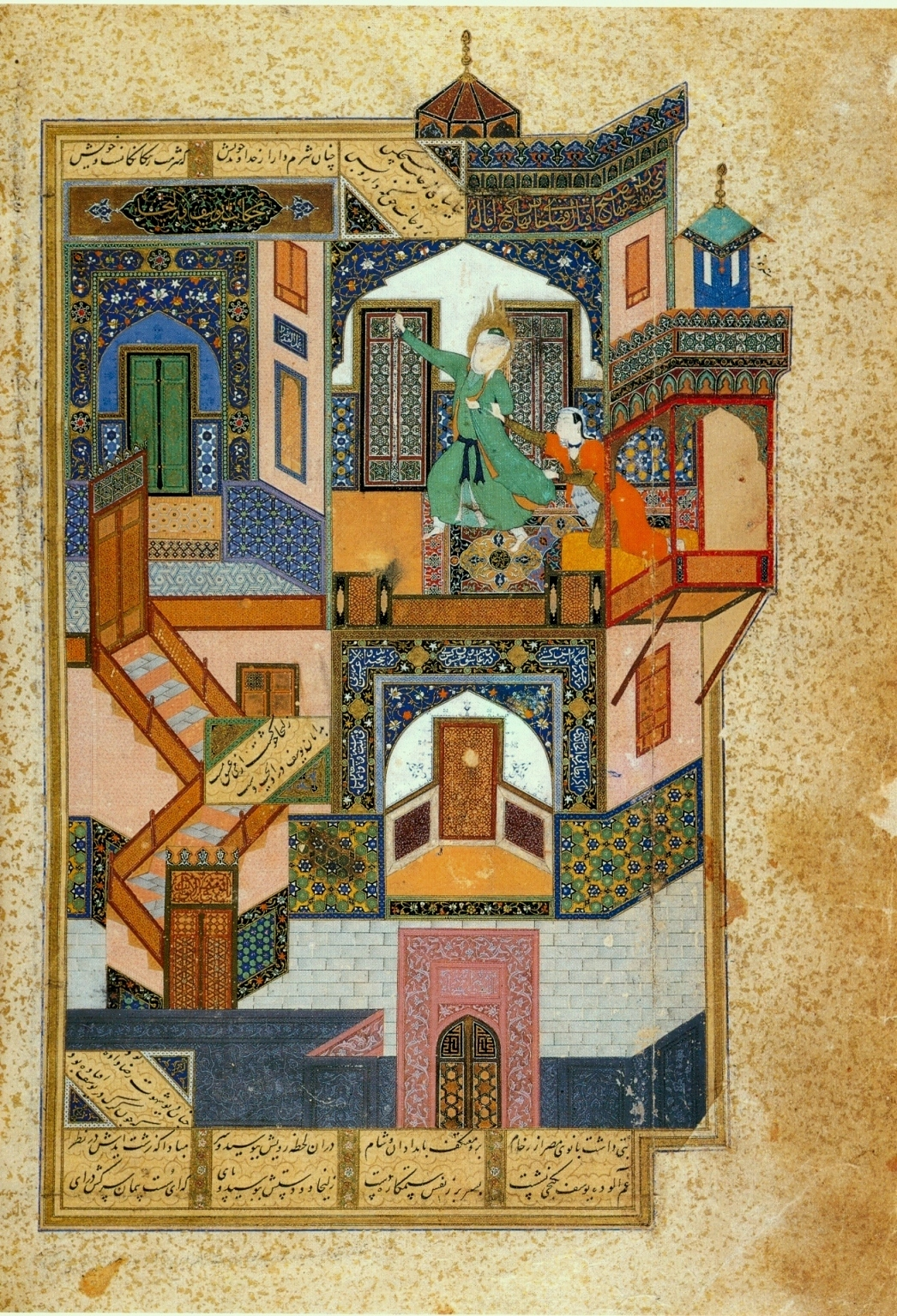
نگارهٔ یوسف و زلیخا اثر کمال‌الدین بهزاد

بهزاد احتمالاً آخرین سال‌های زندگی خود را در تبریز در استخدام دربار صفوی سپری کرد. او بایستی همراه با بستگان نزدیکش به تبریز نقل مکان کرده باشد زیرا خواهرزاده‌اش، رستم‌علی که خوشنویسی شناخته‌شده بود و همین‌طور نوه‌های خواهرش محب‌علی و مظفرعلی که هر دو نقاش بودند، همگی در تبریز آموزش دیده‌اند. تاریخ و شرایط حرکت بهزاد به تبریز نامعلوم است. فرمان شاه اسماعیل در تاریخ ۹۲۸ ه‍.ق دربارهٔ انتصاب بهزاد به‌عنوان سرپرست کارگاه نسخه‌های خطی شاه اسماعیل، اغلب به‌عنوان شاهدی از ارتباط بهزاد با این حاکم به‌شمار می‌رود. بااین‌حال، این سند در نسخه‌ای از نامهٔ نامی خواندمیر — مجموعه‌ای از نمونه‌های شیوهٔ نامه‌نگاری که ماده‌تاریخش نشان از ۹۲۵ ه‍.ق دارد — حفظ می‌شود. این مغایرت زمانی، پرسش‌هایی دربارهٔ اصالت این حکم برمی‌انگیزد. افزون بر این، نویسندگان صفوی مانند دوست‌محمد، اسکندر بیگ و قاضی احمد قمی، روشن می‌کنند که بهزاد در زمان شاه طهماسب استخدام شده‌است، اما هیچ اشاره‌ای به پیوند با شاه اسماعیل نمی‌کنند. قاضی احمد مشخص می‌کند که بهزاد در زمانی که کتابخانهٔ شاه طهماسب پیشترها تأسیس شده بود، وارد تبریز شد و مدیر آن، سلطان محمد، به حاکم نقاشی تعلیم می‌داد. این سند گفتهٔ منشی قمی را — دربارهٔ ماندن بهزاد در هرات تا شروع سلطنت شاه طهماسب در ۹۳۰ ه‍.ق — نقض می‌کند. به‌جز این فرمان، سندی که به وابستگی بهزاد با شاه اسماعیل گواهی دهد، حکایتی از مناقب هنروران تألیف پژوهشگر عثمانی، مصطفی عالی گالیپولی به سال ۹۹۵ ه‍.ق است. او توضیح می‌دهد که چگونه بهزاد و خوشنویس شاه محمود نیشابوری همراه شاه اسماعیل به میدان جنگ در چالدران پیوستند و او آن‌ها را در یک غار پنهان کرد زیرا در صورت پیروزی عثمانی از امنیت آن دو بیمناک بود. این حکایت همراه با پیشگویی پیروزی عثمانی است که بر تاریخی‌بودن آن تردید می‌افکند. با توجه به این ماجرا، چنین برداشت می‌شود که بهزاد مورد توجه و لطف شاه اسماعیل بوده‌است. اما از سوی دیگر، با توجه به شاخ و برگ بسیار داستان از سوی مصطفی عالی و اینکه هیچ‌یک از مورخان ایرانی به آن اشاره نکرده‌اند، می‌توان در وقوع و اصالت آن تردید کرد. اظهارات دیگر مصطفی عالی نشان می‌دهد که بهزاد برای او شخصیتی اسطوره‌ای و یادآور بهترین فضائل است. در سال ۹۱۹ ه‍.ق، طهماسب فرزند اسماعیل فرمانروای هرات شد، و هنگامی که در سال ۹۲۹ ه‍.ق به تبریز بازگشت، بهزاد در همراهی او بود. در تبریز، او همچنان از حمایت سلطنتی برخوردار بود و به‌عنوان مدیر کتابخانهٔ سلطنتی منصوب شد و سرپرست تولید نسخ خطی تذهیب‌کاری‌شده و تصویرگری‌شده بود و مسئولیت همهٔ کتابداران، خوشنویسان، نقاشان، تذهیب‌کاران، حاشیه‌نگاران، زراندودکاران، زرکوبان و لاجوردشویان به او واگذار شد. او این مقام را تا زمان مرگش حفظ کرد.

### مرگ
اطلاعات اندکی از فعالیت‌های بهزاد در تبریز و دربار صفوی در دست است. قاضی احمد به جلدی از خمسهٔ نظامی اشاره می‌کند که توسط شاه محمود نیشابوری نسخه‌برداری و خوشنویسی و توسط بهزاد تصویرگری شده‌است. دوست‌محمد می‌افزاید که بهزاد در خدمت طهماسب درگذشت و در تبریز در کنار کمال خجندی به‌خاک سپرده شد. ماده‌تاریخی مرگ بهزاد را به سال ۹۳۵ ه‍.ق نشان می‌دهد. با توجه به ماده‌تاریخ دوست محمد، بهزاد در ۹۴۲ ه‍.ق درگذشت و در تبریز نزدیک به مدفن کمال خجندی شاعر دفن شد، که امروزه با عنوان آرامگاه دوکمال شناخته می‌شود. به‌گفتهٔ قاضی احمد، او در هرات درگذشت و در کنار کوه مختار به‌خاک سپرده شده‌است. به‌گفتهٔ قمر آریان، روایت قاضی احمد مورد تردید است، به‌ویژه اینکه چگونگی سفر وی از تبریز و قزوین به هرات روشن نیست و نیز درستی ادعای قاضی احمد نیازمند این است که بهزاد پس از مرگ سلطان حسین بایقرا در هرات اقامت داشته باشد که این موضوع نیز با توجه به روایت‌های تاریخ‌نگاران و اسناد دیگر پذیرفتنی نیست. در کتابخانهٔ ییلدیز استانبول، نگاره‌ای موجود است که گمان می‌رود چهرهٔ بهزاد را در کهنسالی و در ظاهر مردی محجوب و در لباس دورهٔ صفوی نشان می‌دهد.

### شخصیت بهزاد
لورنس بینیون و دیگران با توجه به نگارهٔ چهرهٔ بهزاد که در کتابخانهٔ اِوکاف استانبول موجود است شخصیت او را محجوب و بی‌ادعا اما تیزبین و اندیشمند ارزیابی می‌کنند و ادامه می‌دهند که با توجه به انتصابش به ریاست کتابخانهٔ سلطنتی شاه اسماعیل اول، احتمالاً مدیر توانایی بوده‌است. به‌گفتهٔ خواندمیر بهزاد ویژگی‌های دلپذیر و دوستانه‌ای داشته‌است. گذشته از ارتباطش با علی‌شیر، بهزاد از پشتیبانی چهار پادشاه برخوردار بوده که دو پادشاه صفوی نگاه ویژه‌ای به او ابراز داشته‌اند. اعتبار بهزاد در درجهٔ نخست، نتیجهٔ آرمان‌گرایی او در آثارش، و سپس شخصیت فردی و همکاری مستمرش با رهبران اندیشه و حاکمان بزرگ روزگار خویش بود. بااین‌حال، اشاره‌ای هم به این موضوع شده که شخصیت بهزاد به بزرگی شهرتش — آن‌گونه‌که دوست مورخش، خواندمیر نوشته است — نبوده و رابطهٔ بهزاد با علی‌شیر و جامی سبب افزودن ناروا بر شهرت او شده‌است. از سوی دیگر، بابر و حیدر میرزا که گمان می‌رود منصف و بی‌تعصب بوده‌اند، جایگاه والای بهزاد در میان هم‌روزگارانش را تأیید کرده‌اند. به هر تقدیر، هنوز به‌سختی می‌توان درجهٔ اصالت کامل بهزاد در ارائهٔ فرم‌های جدید یا برتری آشکارش بر همهٔ نقاشان همکارش را مشاهده کرد و چنین موضوعی با چشم‌داشت‌ها از چهرهٔ استادی که به‌خاطر کمال هنرش در سراسر دنیای اسلام نامدار است، ناهمخوانی دارد.

## سبک

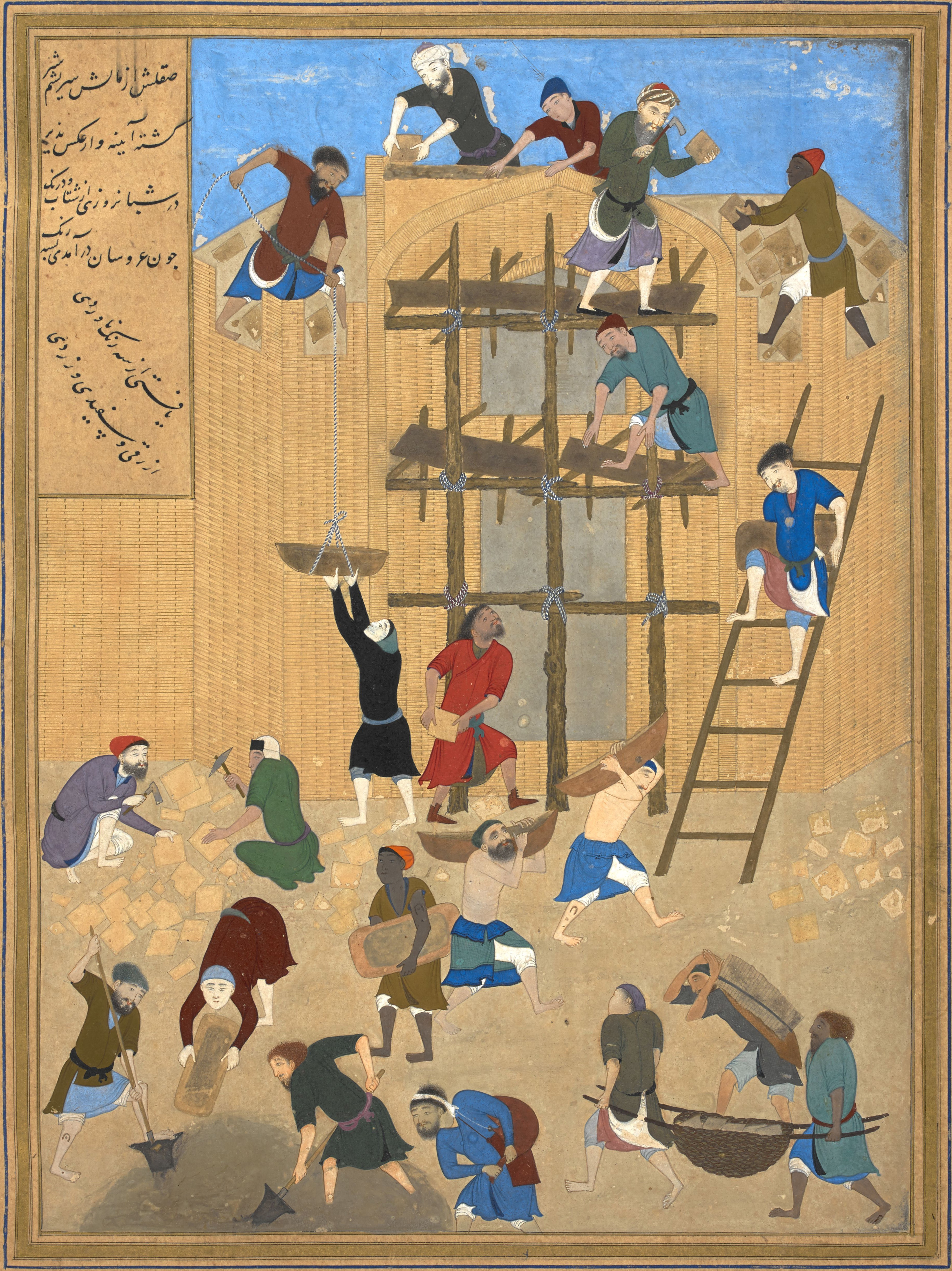
نگارهٔ ساخت کاخ خَوَرْنَق اثر کمال‌الدین بهزاد

ارزیابی اهمیت بهزاد به‌عنوان یک نقاش، دامنهٔ وسیعی از نظرات را نشان می‌دهد. کتاب خلاصه الاخبار اثر خواندمیر که در ۹۰۵ ه‍.ق تألیف شده و رویدادهای تاریخی تا ۸۷۵ ه‍.ق را شرح می‌دهد، نگاهی اجمالی از وضعیت بهزاد در هرات به‌دست می‌دهد. به‌گزارش خواندمیر، بهزاد ابتدا از سوی میرعلی‌شیر و سپس سلطان حسین بایقرا حمایت شد و کارش از سوی سلطان ستایش می‌شد؛ بااین‌حال، خواندمیر بر برتری بهزاد نسبت به معاصرانش تأکید نمی‌کند. درواقع، فهرست نقاشان او با میرک نقاش آغاز می‌شود، که در نتیجه احتمالاً هنرمند برجستهٔ زمان است، و بزرگترین ستایش او برای هنرمند معاصر بهزاد، قاسم‌علی، محفوظ است. همچنین اظهارات میرزا حیدر دوغلات و بابر نشان می‌دهد که در طول سدهٔ نهم هجری در هرات، بهزاد به‌عنوان تنها یکی از چند نقاشِ ماهرِ فعال در محافل علی‌شیر و سلطان حسین در نظر گرفته شده‌است. برخی آشکارا کار شاه‌مظفر یا قاسم‌علی را بر کار بهزاد برتری می‌دهند. ارزیابی بهزاد به‌عنوان یک هنرمند با دستاورد فوق‌العاده برای اولین بار در دورهٔ صفوی ظاهر می‌شود. به‌طور معمول، نویسندگان او را با صفاتی درخشان اما خیلی کلی  ستایش می‌کنند و مهارتش را با مانی، نقاش سرآمد در ادبیات فارسی، مقایسه می‌کنند. خواندمیر نیز در نسخهٔ تجدیدنظرشده از کتاب تاریخی‌اش، حبیب‌السیر که در ۹۳۰ ه‍.ق تکمیل‌شده، از بهزاد نهایتِ ستایش را به عمل می‌آورد و او را با مانی مقایسه می‌کند و می‌گوید که مهارت‌هایش، او را از همهٔ هنرمندان دیگر پیش انداخته است. همچنین در فرمان منسوب به شاه اسماعیل به تاریخ ۹۲۸ ه‍.ق که بالاتر به آن اشاره شد، بهزاد با مانی مقایسه و به‌عنوان «مدل نقاشان» تحسین شده‌است. سایر نویسندگان صفوی نیز این احساسات را تکرار می‌کنند. عنوان‌های «نادرهٔ دوران و اعجوبهٔ زمان و بهترینِ نقاشان» از سوی قاضی احمد و «نادر العصر» از سوی دوست‌محمد از ستایش‌هایی است که برای بهزاد گفته‌اند. در دیباچهٔ مرقّع امیر غیب بیگ، بهزاد ستایش شده و گفته شده که «شبیه و نظیر ندارد» و از همتایانش بسیار برتر است.
نوآوری‌های بهزاد در نگاره‌های نسخهٔ بوستان سعدی و خمسهٔ نظامی به اوج خود رسید. این آثار در محیطی خردورزانه در دربار سلطان حسین بایقرا و با تأثیر از جهان‌بینی عارفانهٔ کسانی چون جامی و نوایی آفریده شده بودند. نگاره‌هایی از بهزاد برای بوستان سعدی و برای کتابخانهٔ سلطان حسین بایقرا با انجامه‌ای به تاریخ ۸۹۳ ه‍.ق به نمایش گذاشته شده که نشان از ماهیت دستاوردهای اوست. این دست‌نویس بوستان، شامل صفحهٔ سرلوحه‌ای دوگانه و مشتمل بر چهار نگاره است. امضاهای بهزاد در این نگاره‌ها یا بر کتیبه‌های معماری یا به‌صورت غیرقابل‌مشاهده بر روی اشیاء در نقاشی قرار گرفته‌اند. از این میان دو اثر تاریخ ۸۹۴ ه‍.ق را دارند. تمام نقاشی‌ها شامل لوحه‌های متن است که به‌دقت با طرح کلی صفحات پیوستگی دارند و نشان می‌دهد بهزاد و خوشنویس، سلطان‌علی کاتب، باید با یکدیگر همکاری داشته باشند. نقاشی‌ها برای ترکیب‌بندی‌های متعادلِ دقیقشان قابل‌توجه هستند که به‌وضوح تعریف فضایی غیرمعمول برای نقاشی ایرانی را به دست می‌دهد. این پیکرها، هرچند که به‌عنوان تیپ‌های ایده‌آل‌شده از ویژگی‌های فردی ایجاد می‌شود، اغلب حس حالت و شخصیت را ظریف‌تر و بیانگرانه‌تر از آنچه در دست‌نوشته‌های فارسی معمول است، می‌کند. افزون بر این، نقاشی‌ها، طراحی دقیق و کنترل در اجرا را نشان می‌دهد که ویژگی نقاشی مکتب هرات در سدهٔ نهم هجری است.
ویژگی‌های سبکیِ مشابه در نقاشی‌های دیگری که بهزاد در هرات در طول رُبع آخر سدهٔ نهم هجری کشید مشهود است. ایوان سچوکین سابقه‌ای از نظرات متخصصان مختلف دربارهٔ این ویژگی‌ها را گردآوری کرده‌است. نسخه‌های خطی که اغلب با بهزاد ارتباط دارند عبارت‌اند از نسخه‌ای از ظفرنامهٔ یزدی در سال ۸۷۲ ه‍.ق (در کتابخانهٔ دانشگاه جان هاپکینز)، نسخهٔ ۸۸۸ ه‍.ق منطق‌الطیر عطار (در موزهٔ متروپولیتن نیویورک)، نسخه‌ای از کتاب خمسهٔ علیشیر نوایی مورخ ۸۹۰ ه‍.ق (تقسیم‌شده میان کتابخانهٔ بادلین در آکسفورد و کتابخانهٔ جان ریلنس در منچستر) و دو نسخه از خمسهٔ نظامی (در کتابخانهٔ بریتانیا) که در آن نقاشی‌ها به متنی نسخه‌برداری‌شده در ۸۴۶ ه‍.ق و منتشرشده در ۹۰۰ ه‍.ق افزوده شده‌است.
ویژگی‌های دقت در الگو، خوشنویسی و طراحی، میراث مهم سبک بهزاد است و به‌وضوح در اثر شیخ‌زاده، نقاش فعال در هرات، تبریز و بخارا در نیمهٔ نخست سدهٔ دهم هجری مشهود است. مصطفی عالی، مورخ عثمانی، می‌گوید که شیخ‌زاده شاگرد بهزاد است. این سبک از طریق شیخ‌زاده و معاصرانش به نقاشان بخارا منتقل شد که در آن به‌طور فزاینده‌ای سخت و بی‌روح شد. نقاشی‌هایی که به دست بهزاد امضا شده یا به او منسوب شده بودند، همچنین الهام‌بخش هنرمندان در حکومت مغولان هند بودند. با وجودی که بابر، بنیان‌گذار سلسله مغولان هند، شور و شوق زیادی برای کار بهزاد نداشت، جانشینانش آثار و سبک بهزاد را به‌عنوان مظهر سنت فارسی دیدند. تعدادی از نسخه‌های خطی حاوی نقاشی‌های بهزاد متعلق به امپراتوران مغول، اکبر، جهانگیر و شاه جهان بودند. بررسی نقاشی مغول نشان می‌دهد که برخی از ترکیب‌بندی‌های بهزاد به‌عنوان مدل‌های هنرمندان در دربار مغول مورد استفاده قرار گرفت، به‌ویژه ظفرنامهٔ تیموری کتابخانهٔ بالتیمور بریتانیا، خمسهٔ نظامی موزهٔ بریتانیا و گلستان سعدی به سال ۹۹۱ ه‍.ق از مجموعهٔ روتشیلد.
منابع قدیم‌تر، آگاهی‌های زیادی از بهزاد به‌عنوان هنرمند به دست نمی‌دهند، ولی او را در جایگاه بزرگترینِ روزگار خویش می‌ستایند. خواندمیر بر پالایش عالی، کمال اندیشه و قدرتِ نمایشِ واقع‌گرایانه در آثار بهزاد تأکید دارد. حیدرمیرزا او را با معلمش، میرک، می‌سنجد و هنر او را به جهت پختگی و نه از نظر کمال از بهزاد برتر می‌شمارد و در مقایسه با شاه‌مظفر نیز — که ظاهراً آن‌ها را هم‌رده می‌داند — بر این باور است که بهزاد در هدایت قلم‌مو، طراحی و ترکیب‌بندی پیکرها از او پیش افتاده است، اما در ظرافت این‌گونه نیست.
قاضی احمد، بر درک تناسب در آثار بهزاد تأکید، و برتری تصویر پرندگان را ذکر می‌کند که اینکه وی در طراحی با زغال چیره‌دست بود. بابر هنر او را با صفت «بسیار ظریف و لطیف» می‌ستاید، به‌ویژه با این تأکید که طراحی پیکرهای ریش‌دار آثار بهزاد تحسین‌برانگیز است، درحالی‌که پیکرهای بی‌ریش آن‌چنان خوب نیستند؛ و می‌افزاید که او در اندازهٔ غبغب مبالغه می‌کند. جانشینان بابر در سلسلهٔ گورکانیان هند نیز از ستایشگران بهزاد بودند و با اشتیاق در گردآوری آثارش برای کتابخانه‌های خویش تلاش می‌کردند و بارها به پرداخت مبالغی از سوی آنان اشاره شده‌است. بااین‌حال، پیشترها آثار بهزاد گردآوری شده بود، چنان‌که برخی از نقاشی‌هایش بخشی از مرقّع شاهزادهٔ صفوی، سلطان ابراهیم میرزا (وفات ۹۸۴ ه‍.ق) را تشکیل می‌داد.
جهانگیرشاه از نخستین کسانی است که بر این باور است که مهارت بهزاد به‌ویژه در طراحی میدان‌های نبرد برجسته و ممتاز است؛ این نکته‌ای است که در جاهای دیگر نیز ثبت شده‌است. در نتیجهٔ اقبال مردمی، نام بهزاد تثبیت شد و به شهرت رسید. به باور خواندمیر، او را باید هم‌مرتبهٔ مانی، دیگر آفرینندهٔ شاهکارهای بی‌همتای باستان، جایگاه داد. حال‌آن‌که قاضی احمد — با مبالغه‌ای که معمولاً در زبان فارسی است — در اغراق فراتر می‌رود و می‌گوید: «اگر مانی با او آشنا می‌شد، از او پیروی می‌کرد.» بااین‌حال، مصطفی عالی اشاره می‌کند که موفقیت بهزاد تا حدی ناشی از نفوذ و اعتبار پشتیبانان اوست. این دسیسه‌ها و حسادت‌های فرضی است که شاید سبب این واقعیت شده تا نام وی در شمار نقاشان و خطاطان ایرانی گزارش‌شده در تحفهٔ سامی شاهزادهٔ صفوی سام میرزا ذکر نشود.
پژوهش‌های امروزی، بیشتر دربارهٔ تشخیص هویت و درستی انتساب آثار بهزاد است. این موضوع به‌ویژه پس از نمایشگاه هنر ایرانی در ۱۳۵۰ ه‍.خ در لندن که در آن شمار زیادی از آثار منسوب به بهزاد گردآوری شده بود، تا حدودی با موفقیت همراه بوده‌است. بااین‌حال، این امکان هنوز وجود ندارد که وی را از نظر سِیر هنری و ویژگی‌های خاص خودش از دیگران تفکیک کرد، چراکه هنوز نمی‌توان قاطعانه آثار نسبتاً زیادی را به پیشینیان و هم‌روزگارانش نسبت داد. مسئله با این واقعیت پیچیده‌تر می‌شود که امضای بهزاد، به‌خاطر شهرت او، در طول سده‌ها و با جعل یا اشتباه بر برخی نگارگری‌ها افزوده شده‌است، و این موضوع یا برای سود مالی بوده، یا به‌خاطر تهیهٔ برگی از یک نقاش مشهور برای یک مجموعه‌دار، یا از آن‌رو که آثار بهزاد همراه با امضا، کلی، جزئی یا هر بخش دیگر، نسخه‌برداری شده‌باشند، یا اینکه اجرای این آثار پس از مرگش تمام شده یا در آن دست برده شده باشد.
بنیاد دانسته‌های حقیقی از کار بهزاد، نقاشی‌های نسخه‌ای خطی از بوستان است که در رجب ۸۹۳ ه‍.ق در هرات به پایان رسیده‌است. خوشنویس این نسخه — که در کتابخانهٔ ملی مصر در قاهره نگاه‌داری می‌شود — سلطان علی کاتب و تذهیب‌گر آن یاری مذهّب بوده‌اند و برای سلطان حسین بایقرا انجام شده‌است. نسخه، یک نگارگری سرلوحهٔ مضاعف — با امضایی که اکنون محو شده — و چهار نقاشی تک‌صفحه به تاریخ‌های ۸۹۳ و ۸۹۴ ه‍.ق است. در دو نقاشی آخر، نام بهزاد چنان در صحنه‌پردازیِ معماریِ بنای اثر آمده که به‌هیچ‌روی نمی‌توان گمان کرد که سپس‌تر افزوده شده باشند. دو امضای دیگر چنان نامحسوس و کمرنگ هستند که به نظر می‌رسد اصل باشند. سبک و ویژگی‌های یکسان تمام این نقاشی‌ها سبب شده تا تقریباً همهٔ این آثار به‌عنوان کارهای اصلی بهزاد پذیرفته شوند. این آثار نشان‌دهندهٔ سیر رشدی است که سبک تیموری به اوج و کمال آن رسیده‌است. این نقاشی‌ها از نظر ترکیب‌بندی هماهنگ و ماهرانه و همین‌طور به‌خاطر پیوستگی با قطعات متنی در آن‌ها، بسیار استادانه و متناسب هستند. در محدودهٔ فضای تصویری مطابق با مفهوم و ذوق جاری در آن دوره، پیکرهای نه‌چندان بزرگ، از نظر تناسب تعدادشان به‌خوبی توزیع شده‌اند. رنگدانه‌های غنی، محدودهٔ وسیعی دارند و با احساسی عالی از رنگ غنایافته همراه است. این آثار نشان‌دهندهٔ آن‌اند که ظاهراً بهزاد رنگ‌های سرد مانند سبز و آبی را به‌ویژه برای محیط داخلی صحنه در همه‌جا ترجیح می‌دهد اما همیشه با کمک رنگ‌های گرم، به‌ویژه نارنجی روشن، آن‌ها را متناسب و متوازن می‌کند. تمام بخش‌های طرح با تصویری تزئینی، که در سراسر نگاره بسیار حرفه‌ای انجام شده‌است، تناسب دارد. شاخه‌های پرشکوفهٔ درختان، الگوهای تزئینی غنی کاشی و نقش قالی‌ها، به‌ویژه نشان‌دهندهٔ حس زیبایی‌شناختی و تزئینی هنرمند و دقت و ظرافت کارش است. بااین‌حال واقع‌گرایی، این آثار را از نقاشی‌های دورهٔ پیش متمایز می‌کند. آنچه که در این نوع شمایل‌نگاری، آشکار است جنبهٔ درباری‌نداشتن آن‌هاست و به تصویرگری رفتارهای جوانمردانه و عشق‌های پادشاهان اختصاص ندارد؛ این آثار حوادث روزمره را — مانند رفتار شاهزاده‌ای مست، وضو در مسجد، شیردادن مادیان‌ها به کره‌اسب‌ها در اصطبل — نیز بر آن محتوا می‌افزاید و نشان‌دهندهٔ علاقهٔ او برای فعالیت‌های افراد طبقات اجتماعی پایین‌تر — مانند دربانی که مزاحم ناخوانده‌ای را می‌راند، خدمتگزاران در حال آوردن غذا و دهقانان در حال کار — است. افزون بر این‌ها، پیکرها دیگر صرفاً کلیشه‌ای و مانند عروسک خیمه‌شب‌بازی با چهره‌ای نقاب‌مانند نیستند و دارای اصالت شخصی هستند و اغلب با حرکاتی اختیاری یا حسی نمایشی نشان داده شده‌اند. حتی هنگامی که در حال آرامش و سکون نمایش داده شده‌اند، حالت‌شان طبیعی است.

### انسان‌گرایی و واقع‌گرایی

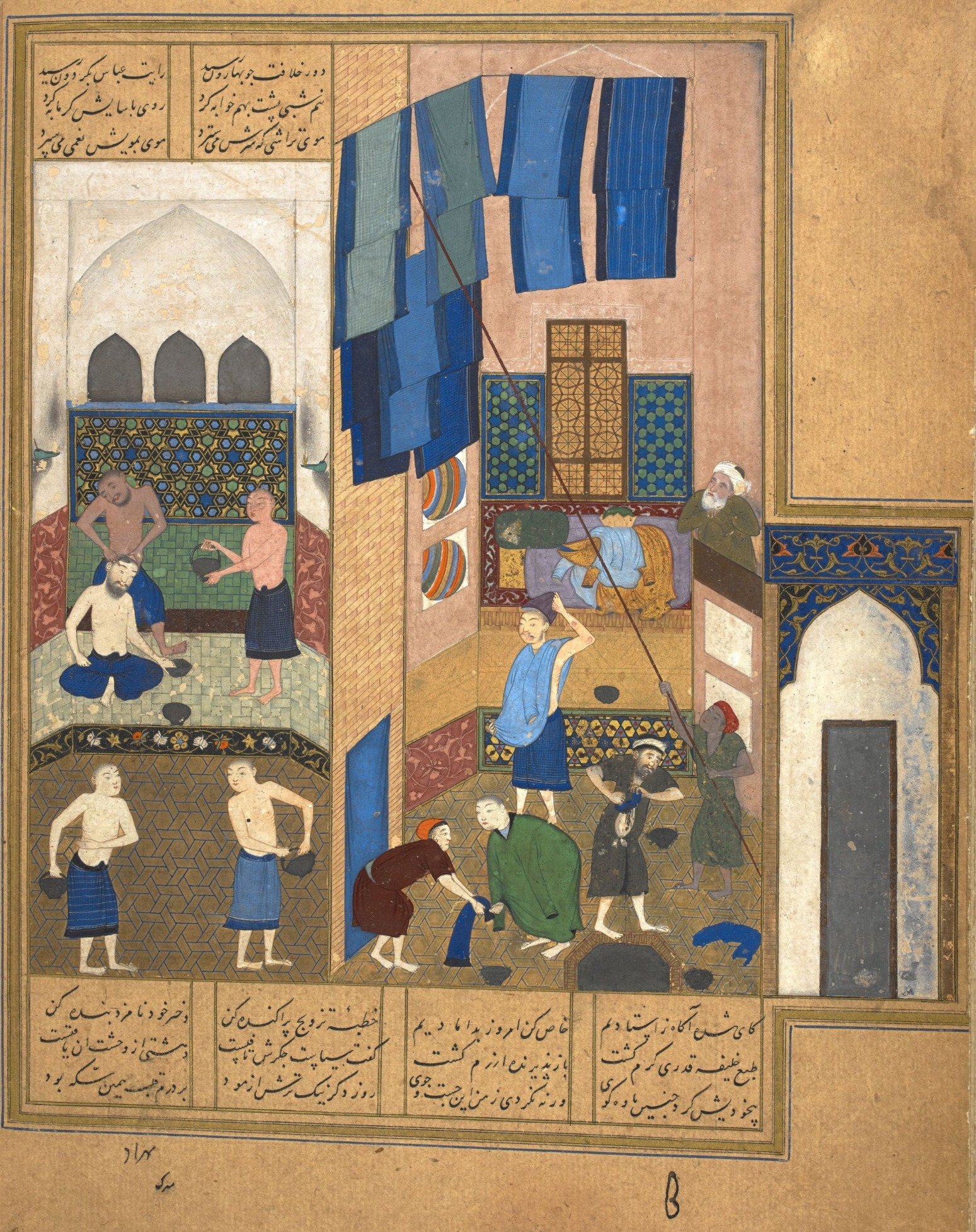
نگارهٔ هارون الرشید در گرمابه اثر کمال‌الدین بهزاد

توجه بهزاد به دنیای واقعی پیرامونش او را از نگارگران پیش از خود متمایز می‌کند. در آثار او، همهٔ اجزای نگاره — ازجمله انسان‌ها، حیوانات، گیاهان، صخره‌ها و کوه‌ها — نشان‌دهندهٔ ویژگی‌ها و خصلت‌های خویش هستند. طراحی قوی او، سبب تحرک و جنب‌وجوش پیکرهای یکنواخت و بی‌روح آثار نگارگری پیشین شد. تنوع‌بخشیدن در حالات و رنگ چهره‌ها و تبدیل طبیعت و معماری به جایگاهی برای اعمال انسان‌ها از ویژگی کارهای اوست که سبب اختصاص جایی مناسب برای هر پیکر در نقاشی‌هایش شد. درختان سپیدارِ خزان‌دیده، گل‌بوته و علف‌های گوناگون و نامنظم و تپه‌ها و نهرهای مشابه طبیعت از عناصر بنیادی منظره‌های بهزاد هستند. او گاهی زمینی بدون گل و گیاه تصویر می‌کرد تا جایی بیشتر برای نمایش حرکات و روابط پیکرها داشته باشد. بخش‌بندی‌های فضا، بسیاریِ اشیاء و گوناگونی انسان‌های پرتحرک که در بیشتر آثار بهزاد دیده می‌شود، هرگز با آشفتگی همراه نیست. بهزاد با بهره از روش‌های هندسی در ترکیب‌بندی فرم‌ها و در مقابل استفاده از تأثیر رنگ‌ها، سبب ارتباط بخش‌های گوناگون نگاره با یکدیگر می‌شود و وحدتی کلی به ارمغان می‌آورد. تناسبات معینی در آثارِ دارای معماری به چشم می‌آیند که در بیشتر موارد، ترکیب‌بندی پیکرها و ساختمان کلی اثر بر پایهٔ دایره است. این‌گونه ترکیب‌بندی باعث جنبشی درونی می‌شود. این ترکیب‌بندی‌ها در روزگار خود او نیز از سوی دیگران تقلید شد. بهزاد در رنگ‌شناسیِ نگارگری ایرانی تحول ایجاد کرد. در آثار او رنگ و فرم جدایی‌پذیر نیستند. سطوح رنگی آثار او با توجه به اقتضای بیان موضوع، چیدمان می‌شدند. بهزاد ویژگی‌های رنگ‌های مکمل و اصولاً ویژگی‌های بیانی رنگ را کاملاً می‌شناخت.
تیزبینی بهزاد در نمایش محیط پیرامون و زندگی روزمره و کار مردم قابل‌توجه است. تقسیم کار کارگران برای بنای کاخ و حضور زنگی‌ای ناوه‌کش در میان آنان؛ تشییع‌کنندگان مردگان؛ خدمتکاران در حال تدارک مهمانی شاهی؛ حمامی در حال آویزان‌کردن لنگ‌ها؛ غلامی حوله‌به‌دست برای خشک‌کردن پای خواجه‌اش و مانند این‌ها. در کنار این‌ها، بهزاد پیام معنوی داستان‌ها را در اثر توصیف رویدادهای عادی از بین نمی‌برد و در تلفیق این دو می‌کوشد. این تلاش به‌ویژه در آثار متون عرفانی و اخلاقی مشخص است، مانند نمایش اتاق‌های تودرتو و پلکان‌های پیچ‌درپیچ و در و پنجره‌های بسته در نگارهٔ یوسف و زلیخا از بوستان سعدی. احساس و تعقل در آثار بهزاد در تعادل هستند. نگرش انسان‌گرایانهٔ او با چگونگی بهره از رنگ، خط و ساختار آثارش در هماهنگی کامل هستند، انسان‌گرایی‌ای که در تاریخ نقاشی ایران سابقه ندارد. آنچه که در هنر بهزاد مهم رخ می‌نماید، این است که نوآوری‌های او هرگز با بنیاد کلی زیبایی‌شناسی ایران در تقابل قرار نمی‌گیرد و از آن عدول نمی‌کند. او افزون بر تربیت شاگردان برجسته، با دید و سبک خویش، بر دربار صفوی در تبریز اثری شگرف گذاشت. باسیل گری نیز بر این باور است که با وجود نوآوری‌های بهزاد در فرم، او نه‌تنها هیچ‌گاه از جریان اصیل و سنتی نقاشی ایران خارج نشد، بلکه دید درستی را که میراثی یگانه بود نگاه داشته‌است، یعنی قرارگیری رنگ‌های تخت در کنار یکدیگر و آن هم بسیار پیشرفته‌تر از آنچه در میناکاری و ویترای در غرب انجام شده بود. او به علاقهٔ احتمالی بهزاد به آسمان طلایی، حذف فرم سنتی ابر و دگرگونی بنیادی رنگ در طول یک دهه از سوی بهزاد اشاره می‌کند.
در هیچ‌یک از آثار منتسب به بهزاد امضایی مطمئن از او وجود ندارد اما برخی از آن‌ها تاریخی بر خود دارند که به نیمهٔ نخست سدهٔ دهم هجری اشاره می‌کند. ازاین‌رو تشخیص و تمییزِ دیگر آثار واقعی بهزاد با توجه به سبک اثر انجام می‌شود که در آن ذوق تزئینی و گرایش به واقع‌گرایی بسیار ماهرانه و حرفه‌ای اجرا شده‌است. دیگر کمک در این‌باره، استفاده از ابزار مرسوم در آن دوره به‌نام کاغذ شفاف است، به‌این‌ترتیب که شاید تک‌چهره‌های موجود در یک نقاشی محرز بهزاد را، در دیگر کارها — که انتساب آن‌ها به او مورد تردید است — نیز بتوان شناسایی کرد؛ اگرچه چنین روش‌هایی می‌تواند به‌دست شاگردی نیز انجام شود. شوربختانه، آگاهی‌نداشتن فعلی از نقاشی‌های پیش از ۸۹۰ ه‍.ق و پس از ۹۰۵ ه‍.ق بهزاد، نسبت به فعالیت‌های او در سنین جوانی و پیری سبب تردید می‌شود. با توجه به عدم‌اطمینان بسیار، طبیعی است که پژوهشگران دربارهٔ برخی انتساب‌ها مخالف باشند، اما حتی اگر تمام کارهای درادامه‌آمده، از سوی خود بهزاد نباشند، دست‌کم به روش و مکتب او تعلق دارند.

### وارثان کلک بهزاد
در زمان شاه طهماسب بهزاد جایگاه بالایی داشت و با سلطان محمد و آقامیرک در کتابخانهٔ سلطنتی همکاری می‌کرد. در لطایف‌نامهٔ فخری سلطان محمد هروی داستانی دربارهٔ شیوهٔ کار بهزاد در دوران کهنسالی است. به نقل از داستان، بهزاد دستیار و شاگردی ترک به نام درویش محمد نقاش خراسانی داشت که تهیه‌کنندهٔ رنگ بود و بهزاد سپس‌تر کارهای خود را به او واگذار کرد. به گفتهٔ حیدر میرزا، شاگردان دیگر بهزاد قاسم‌علی چهره‌پرداز، مقصود و ملایوسف هستند و عالی، شیخ‌زاده خراسانی و آقامیرک را نام برده است. قاضی احمد دوستی دیوانی و پدر مظفرعلی نقاش را نام می‌برد. وی همچنین بهزاد را با یاری مذهّب هروی معاصر می‌داند چراکه آن‌ها با همکاری یکدیگر نسخه‌ای از بوستان به سال ۸۹۳ ه‍.ق نگاه‌داری‌شده در قاهره را تصویرگری و تذهیب کرده‌اند. قاضی احمد جایگاه درویش و قاسم‌علی را اندکی مقدم بر دورهٔ بهزاد می‌داند که رابطهٔ استاد–شاگردی را مورد تردید قرار می‌دهد؛ و سرانجام اسکندربیگ منشی مظفرعلی را از شاگردان بهزاد می‌داند. نفوذ و تأثیر بهزاد نخست در آثار شاگردانش دیده می‌شود که برخی از آنان مانند قاسم‌علی و آقامیرک، تقریباً به درجهٔ هنری استاد خویش رسیده‌اند. روایتی از میرعلی‌شیر در مجالس‌النفائس، درویش‌محمد خراسانی را از شاگردان بهزاد معرفی می‌کند. با وجود این واقعیت که دگرگونی دیگری در سبک، بسیار سریع در دورهٔ صفوی رخ داد، اما در سه دههٔ نخست سدهٔ دهم هجری، سبکی میانه و گذار شکل گرفت که ویژگی‌های بسیاری از کار بهزاد را نشان می‌دهد. یک نمونه که دربردارندهٔ ویژگی‌های کلی سبک اوست، نسخهٔ خطی خمسهٔ علی‌شیر نوایی به تاریخ ۹۹۳ ه‍.ق است. نقاشان هرات، شیوهٔ کار مکتب بهزاد را به بخارا بردند که در دربار پادشاهان شیبانی ادامه پیدا کرد. نسخه‌ای خطی به‌نام مهر و مشتری، اثر عصّار، نسخه‌برداری‌شده در بخارا به تاریخ ۹۲۹ ه‍.ق، نمونهٔ خوبی است که نشان می‌دهد شیوهٔ بهزاد در بخارا دقیق‌تر از آنچه در تبریز بوده، چگونه حفظ شده‌است. روش بهزاد و مکتب هرات تا پس از میانه‌های سدهٔ دهم باقی ماند. با مهاجرت هنرمندان از مراکزی که هنوز تحت نفوذ بهزاد باقی‌مانده بودند، مکتب هرات و روش بهزادی وارد هند شد. و در نهایت اینکه اثرگذاری وسیع بهزاد در آثار نقاشان ایران، هند، ترکیه و آسیای میانه به جا ماند.
کسانی چون میرمصور و آقامیرک با وجود تفاوت کارشان از نظر پیچیدگی و ترکیب‌بندی و رنگ، وفادارتر از سلطان محمد به شیوهٔ بهزاد بوده‌اند. افزون بر اینان، میرزاعلی، میرسیدعلی، مظفرعلی، عبدالصّمد، محمد قدیمی، دوست‌محمد، عبدالعزیز و برخی نقاشان دیگر، از «وارثان کِلک بهزاد» به‌شمار می‌روند. مکتب اینان کیفیتی چون شکوه تزئین، فراوانی رنگ و احساس غنی سرشار است. نقاشان مکتب جدید تبریز، پیرو سنت بهزاد در تصویر زندگی روزمرهٔ مردمان، سعی در نمایشی کامل از جهان پیرامون خویش در نگاره‌های خود داشتند و صفحه را از پیکرها و معماری و منظره می‌آکندند، اما با وجود نگاه واقع‌گرایانه، هیچ‌گاه طبیعت‌نگاری در آثار را پیش نگرفتند و ترفندهای ایجاد نمای سه‌بعدی را به‌کار نبردند. فضاسازی مفهومی — که برای تعریف آن، از نشانه‌های انتزاعی بهره برده‌می‌شد — همچنان پابرجاست. پلان‌های تصویری از کناره‌های نگاره خارج می‌شوند و با تغییر فرم و رنگ، دور و نزدیک به‌چشم می‌آیند. بدین ترتیب، فضا هم دوبعدی است و هم دارای عمق، و در عین اینکه یکپارچه است، ناپیوسته هم به‌نظر می‌رسد. هر بخشی روایت‌کنندهٔ رویدادی جداست. وقایع پیوستگی زمانی و مکانی ندارند، اما درهمان‌حال، همه چیز در یک لحظه دیده می‌شود. این‌گونه فضاسازی چندساحتی — که نشان‌دهندهٔ تأثیر عرفان در هنر ایرانی است — انسجام نظامِ زیبایی‌شناختیِ نگارگریِ ایرانی را به اوج می‌رساند.
جدا از تکامل عمومی سبک، نگارگری‌ها و نقوش و اجزای اصلی شیوهٔ بهزاد تا سدهٔ یازدهم، کمابیش وفادارانه تقلید می‌شد. تصویر «ملاقات دارا با مهتر خِیل» در نسخهٔ بوستان قاهره، در دیگر نسخه‌های خطی بوستان، مانند یک بوستان به تاریخ ۹۴۱ ه‍.ق و دیگری به تاریخ ۹۶۲ ه‍.ق و نیز بوستان‌های دیگر دیده شده‌است. «جنگ شتران» در بسیاری از نگارگری‌های هندی و ایرانی بارها تکرار می‌شود، مانند فرشی ایرانی با تصاویر حیوانات در سدهٔ یازدهم و نیز یک کوزهٔ بدل چینی لعابی سبز متعلق به ۱۰۰۹ ه‍.ق سپس‌تر در سال‌های ۱۰۲۸ و ۱۰۳۵ ه‍.ق، رضا عباسی نقش‌هایی را که به‌گمان متعلق به بهزاد باشد، دوباره بازآفرینی و بازطراحی کرده‌است.

## آثار
از میان آثار بسیاری که به بهزاد نسبت داده‌اند، به‌باور عموم کارشناسان تنها سی و دو نگاره اثر واقعی بهزاد هستند که البته تنها نشان‌دهندهٔ ده سال از دوران طولانی فعالیت هنری بهزاد است. شش نگاره از نسخهٔ بوستان سعدی و هجده نگاره از دو نسخهٔ خمسهٔ نظامی از این آثارند. عبادالله بهاری مجموعهٔ آثار بهزاد را از نظر موضوع به چهار دسته بخش‌بندی کرده‌است: نخست آثاری که نمایانگر چهره‌ها و رویدادهای واقعی و زنده هستند؛ دوم آثار بازنمایندهٔ وقایع تاریخی که برپایهٔ گزارش معاصران و آمیخته با خیال‌پردازی است؛ سوم آثار متعلق به کتاب‌ها که می‌توان در دو دسته جای داد: آثار دارای داستان مشخص مانند داستان‌های خمسهٔ نظامی و آثار دربارهٔ متون عرفانی که فاقد داستانی مشخص هستند و تفسیر انتقال پیام به فهمی عمیق نیاز دارد مانند منطق‌الطیر عطار و بوستان سعدی؛ و سرانجام دستهٔ چهارم آثار که نگاره‌هایی جدا از متن و نمایشگر صحنه‌هایی خیالی هستند مانند «بارگاه سلیمان و بلقیس»، یا برداشتی خیالی از رویدادی واقعی در حال یا گذشته را به نمایش می‌گذارند. این دسته از آثار معمولاً دوصفحه‌ای هستند.
در طول سدهٔ دهم هجری، مجموعه‌داران مشتاق بودند که نقاشی‌های بهزاد را در مرقع‌ها یا مجموعه‌های خود قرار دهند. هر دو مورخ خواندمیر و قاضی احمد مجموعه‌هایی از این نوع را ذکر می‌کنند. یک مثال دیگر مجموعه‌ای از نمونه‌های خوشنویسی به تاریخ ۹۳۰ ه‍.ق است که درحال‌حاضر در گالری فریر واشینگتن ارائه شده‌است. کتاب با دو اثر آغاز می‌شود، یک صفحهٔ خوشنویسی به نام خوشنویس نیمهٔ سدهٔ نهم، شیخ محمود و یک نقاشی تک بهزاد که از او به‌عنوان «خورشید اوج مهارت» در پیشگفتار دستنویس ستایش می‌شود. این شمسه یا نقاشی دایره‌ای، دو پیکره — یک جوان و یک پیرمرد — را در چشم‌انداز نشان می‌دهد. پوشش جوان نوعی از دستار است که معمولاً ویژهٔ ازبک‌هاست، به‌طوری‌که این نقاشی ممکن است در دورهٔ حکومت ازبک‌ها بر هرات (۹۱۳ تا ۹۱۶ ه‍.ق) کشیده شده‌باشد. نقاشی دیگری که به سال‌های آخر بهزاد مربوط می‌شود، در یک مرقع تهیه‌شده برای حاکم مغول، جهانگیر محفوظ است. این نقاشی دو شتر مبارزه و نگهبانان آن‌ها را در تپه‌ای که تصور می‌شود در دامنهٔ کوه و پوشیده از سنگ است، نشان می‌دهد، جزئیاتی که در سبک نقاشان فعال در هرات و بخارا در نیمهٔ اول سدهٔ دهم هجری دیده می‌شود. یک پیرمرد صحنه را از سمت چپ بالا نگاه می‌کند. کتیبهٔ نقاشی نشان می‌دهد که بهزاد آن را در هفتاد سالگی نقاشی کرده‌است. متأسفانه تاریخ تولدش ناشناخته است. اجرای نقاشی تاریخ تولد را در سدهٔ دهم هجری نشان می‌دهد، اما شرایطی که باعث ایجاد آن شده، ناشناخته است.
| فهرست آثار کمال‌الدین بهزاد |       | |
| ردیف                       | نگاره | نام نگاره، نام کتاب یا مجموعه، سال آفرینش، مکان نگاه‌داری، توضیحات |
| ۱                          |       | - صوفیان در چشم‌انداز - خمسهٔ میرعلی‌شیر نوایی - ۸۹۰ ه‍.ق - چهار جلد در کتابخانهٔ بادلین و یک جلد در کتابخانهٔ جان ریلنس منچستر - این اثر برای بدیع‌الزمان پسر سلطان حسین بایقرا، نوشته شده‌است. دست‌کم یک نگارگری آن — محمّد و اصحابش — به سبک بهزاد بسیار نزدیک است و صوفیان در چشم‌انداز تأثیر قوی سبک وی را نشان می‌دهد. |
| ۲                          |       | - سعدی و جوان کاشغَری - گلستان سعدی - محرم ۸۹۱ ه‍.ق - مجموعهٔ م. دو روتشیلد - کتابت این اثر به‌دست سلطان علی کاتب انجام شده‌است. به‌گمان بسیار این نگاره اثر بهزاد است. نقاشی‌های این سه نسخهٔ خطی از ۸۹۰ ه‍.ق، اگر واقعاً ازآنِ بهزاد باشد، باید از کارهای جوانی‌اش شمرده شوند که هنوز کاملاً به کیفیت نسخهٔ بوستان کتابخانهٔ قاهره نرسیده‌است. |
| ۳                          |       | - سلطان حسین بایقرا با حرم و ملازمانش در باغ - حدود ۸۹۵–۹۰۰ ه‍.ق - کتابخانهٔ کاخ گلستان تهران - این اثر به سبک بهزاد بسیار نزدیک و دست‌کم بخشی از آن اثر اوست. |
| ۴                          |       | - نبرد اسکندر و دارا - خمسهٔ نظامی - ۸۴۶ ه‍.ق (تاریخ نگاره‌های بهزاد ۸۹۸ ه‍.ق است.) - موزهٔ بریتانیا - نوزده نگارگری متعلق به دوره‌های بعدی دارد، یکی مورخ ۸۹۸ ه‍.ق که تاریخ احتمالی چهار نگارگری به سبک بهزاد نیز است. سه تصویر که امضای کوچکی در آن‌هاست احتمالاً معتبرند، و چهارمی مجنون در مقابل کعبه که بدون امضاست دارای چنان کیفیت برتری است که می‌توان آن را نیز از آثار بهزاد به‌شمار آورد. |
| ۵                          |       | - خمسهٔ نظامی - ۹۰۰ ه‍.ق - برای امیرعلی فارسی بَرلاس نوشته شده‌است. جهانگیرشاه شانزده نگارگری آن را به بهزاد منسوب کرده که به‌گمان فراوان یا اثر خود اوست یا به قلم شاگردانش. |
| ۶                          |       | - ظفرنامهٔ شرف‌الدین علی یزدی - ۸۷۲ ه‍.ق (تاریخ شش نگارگری دوصفحه‌ای آن از ۸۹۵ ه‍.ق به بعد است.) - احتمالاً برای سلطان حسین بایقرا کتابت شده‌است. به‌نوشتهٔ کاتب در پایان کتاب، کتابت اثر در ۸۷۲ ه‍.ق، توسط شیرعلی کاتب انجام شده‌است، اما تاریخ شش نگارگری دوصفحه‌ای آن از ۸۹۵ ه‍.ق به بعد است. جهانگیرشاه نگارگری‌های این نسخه را به دوران آغازین بهزاد نسبت داده است. همه این نقاشی‌ها، حتی تنها بخشی از هر کدام، به احتمال بسیار، متعلق به بهزاد است یا امکان دارد با همکاری شاگردانش انجام شده‌باشد. شماری نیز نشان‌دهندهٔ دستکاری‌های بعدی است که احتمالاً در دورهٔ مغولی هند انجام گرفته‌است. |
| ۷                          |       | - نگارگری دایره‌شکل منظره پیر و جوان در یک مرقع - ۹۳۰ ه‍.ق - کتابت‌شده برای خواجه ملک احمد وزیر. این نقاشی که شاید قدیمی‌تر از نسخهٔ کتاب باشد، دقیقاً نگارگری خمسهٔ امیرخسرو دهلوی را بسط و شرح داده است. برپایهٔ مقدمهٔ کتاب، صاحب گزیده، مقامی عالی‌رتبه در دربار صفوی، در زمان زندگی بهزاد و ارتباطش با کتابخانهٔ سلطنتی، آن را به چشم اثری اصیل می‌نگریسته است. ازاین‌رو، به نظر می‌رسد که این اثر متعلق به دوران کهنسالی بهزاد باشد که این موضوع، ضعیف و تکراری بودن آن را می‌تواند توجیه کند. از سوی دیگر ممکن است که یک نسخه‌برداری توسط شاگردی با نظارت بهزاد باشد و ازاین‌رو به‌عنوان کار شخصی‌اش در نظر گرفته شده‌باشد.                                                                                |
| ۸                          |       | - نگارهٔ دو شتر در حال جنگ با خادمان - کتابخانهٔ کاخ گلستان تهران - برپایهٔ متن کتیبهٔ آن، اثر بهزاد در سن هفتاد سالگی است. در ۱۰۱۷ ه‍.ق، جهانگیرشاه آن را اثری اصیل می‌دانسته است. نمونه‌ای از همین موضوع مربوط به نیمهٔ سدهٔ نهم، نشان‌دهندهٔ ضعف بیشتر این کار از نخستین نمونه‌های خود است. ازاین‌رو، باید دو نگارگری اخیر را جزو کارهای احتمالی بهزاد در سال‌های زوال وی دانست. دیگر کارهایی که در آثار ادبی یاد شده، اما تاکنون ناشناخته مانده‌اند، از این قرارند: خمسهٔ نظامی با خوشنویسی مولانا محمود نیشابوری برای شاه طهماسب؛ نسخه‌ای از تیمورنامه به کتابت سلطان‌علی مشهدی؛ نقاشی‌هایی در مرقع‌هایی از نگارگری‌ها که خواندمیر دیباچه‌ای بر آن‌ها نوشته است؛ و نسخه‌ای متعلق به سلطان ابراهیم میرزا بوده‌است. |

## منبع‌شناسی
به‌طور کلی، قابل‌اطمینان‌ترین منابع دربارهٔ زندگی بهزاد، احتمالاً ازآنِ کسانی هستند که مستقیماً با هرات ارتباط دارند مانند خواندمیر، حاکم مغول بابر، و میرزا حیدر دوغلات. نویسندگان مرتبط با حکومت صفویان ازجمله دوست‌محمد هروی، قاضی احمد قمی و اسکندربیگ منشی نیز به‌طور کلی قابل‌اعتماد هستند. اما گفته‌های نویسندگان عثمانی یا مغول، که درک‌شان از بهزاد به‌خاطر افسانه‌های قابل‌توجهی که پیرامون او و کارش شکل گرفته و تحریف شده بود، اعتبار کمتری دارد.
کهن‌ترین منبعی که مطالبی دربارهٔ بهزاد نقل کرده، بدایع الوقایع (پیرامون ۹۴۰ تا ۹۵۰ ه‍.ق) زین‌الدین محمود واصفی است که حکایت نقاشی بهزاد برای میرعلی‌شیر و واکنش میرعلی‌شیر در برابر نقاشی را گزارش می‌کند. لطائف‌نامه فخری هروی (وفات پس از ۹۷۴ ه‍.ق) — که ترجمهٔ فارسی مجالس النفائس میرعلی‌شیر نوایی است — آگاهی‌هایی دربارهٔ روش آموزش و پذیرش شاگرد بهزاد می‌دهد. حبیب السیر و دو سند از نامهٔ نامی غیاث‌الدین خواندمیر (وفات ۹۴۲ یا ۹۴۳ ه‍.ق) دربردارندهٔ شرحی کوتاه دربارهٔ بهزاد و نیز مقدمه‌ای بر مرقّع خوشنویسی و نگارگری نوشته‌شده توسط بهزاد و سند انتصاب او به ریاست کتابخانهٔ سلطنتی هستند. بابُرنامه ظهیرالدین محمد بابُر (وفات ۹۳۷ ه‍.ق) اطلاعاتی دربارهٔ بهزاد و شیوهٔ کارش دارد. تاریخ رشیدی (نوشته میان سال‌های ۹۴۸ تا ۹۵۳ ه‍.ق) میرزا محمدحیدر دوغلات (کشته ۹۵۷ ه‍.ق) دانسته‌هایی دربارهٔ نقاشان و هنرمندان روزگار سلطان حسین بایقرا و نیز برخی شاگردان بهزاد دارد. مقدمهٔ دوست‌محمد هروی، کتابدار بهرام میرزای صفوی که دربارهٔ نقاشان گذشته و حال آن روزگار به‌نام حالات هنروران (گردآوری ۹۵۱ ه‍.ق) بر مجموعه مرقّعات گردآوری بهرام میرزا نوشته است. مناقب هنروران (نوشته به سال ۹۹۵ ه‍.ق) مصطفی عالی شرح حال کوتاهی دربارهٔ بهزاد دارد. گلستان هنر (نوشته به سال ۱۰۰۴ ه‍.ق و بازنویسی در سال ۱۰۱۵ ه‍.ق) قاضی احمد میر منشی (وفات پیرامون ۱۰۱۵ ه‍.ق) دربردارندهٔ مطالبی دربارهٔ بهزاد است. تاریخ عالم‌آرای عباسی اسکندر بیگ منشی (وفات ۱۰۴۳ ه‍.ق) نیز آگاهی‌هایی دربارهٔ بهزاد دارد.